# Volkmannsdorferau
Volkmannsdorferau ist ein Dorf in der Gemeinde Wang im oberbayerischen Landkreis Freising. Teile von Volkmannsdorferau gehören heute zur Stadt Moosburg an der Isar.

## Beschreibung und Lage
Der Ort ist ein Straßendorf, alle Häuser oder Gehöfte sind entlang der Dorfstraße angeordnet. Volkmannsdorferau liegt am Rande der Hallertau, 2 Kilometer östlich vom Kernort Wang entfernt am rechten Ufer der Isar. Die Isarbrücke bei Volkmannsdorf verbindet Volkmannsdorferau mit dem Rest des Gemeindegebiets. Die Bahnstrecke München–Regensburg schneidet bei Volkmannsdorferau das Gemeindegebiet, ebenso die A 92. 

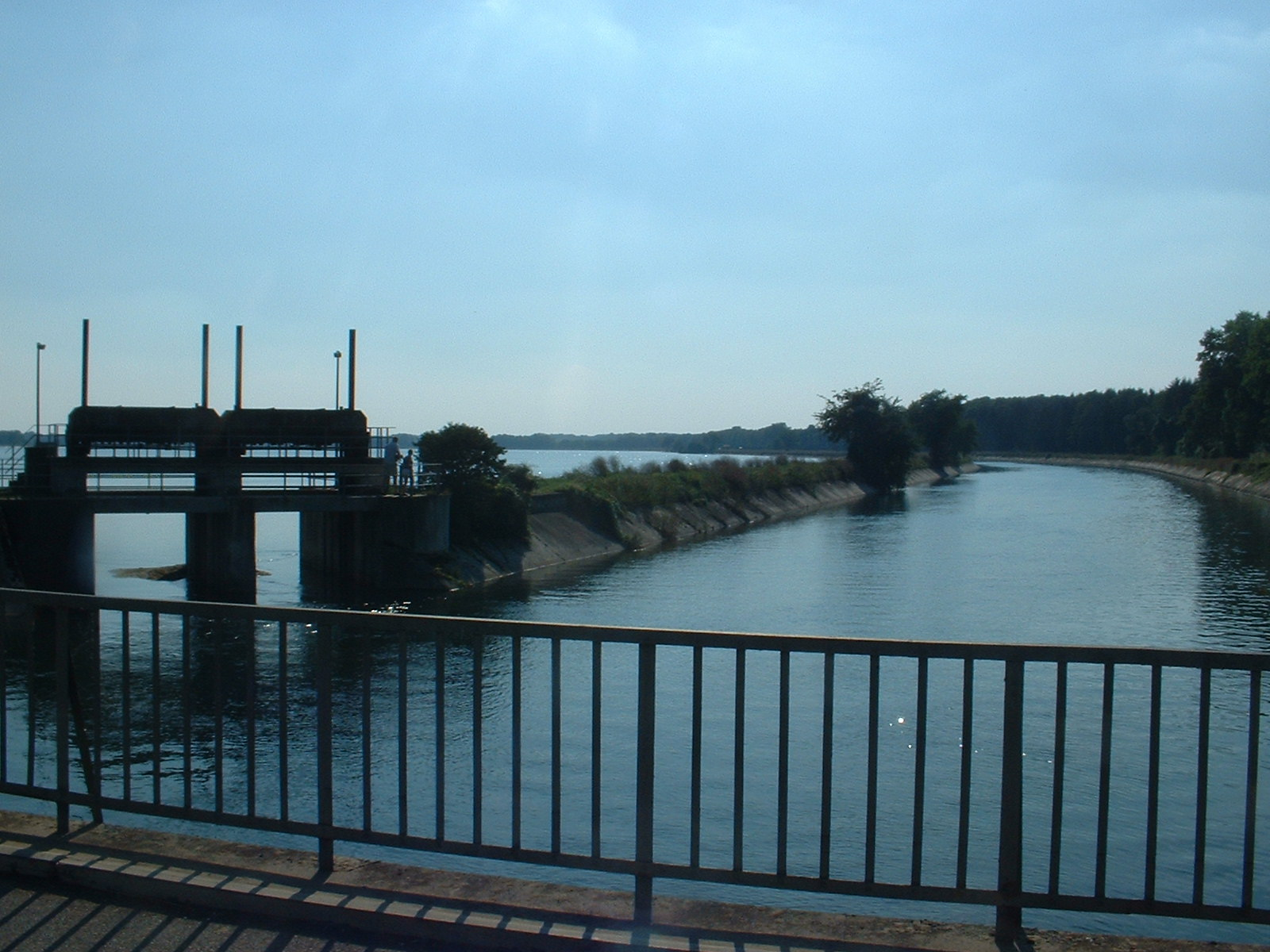
Isarkanal und Ausgleichsweiher

Bei Volkmannsdorferau befindet sich der 1,16 km² große Moosburger Ausgleichsweiher, der zum Naturschutzgebiet Vogelfreistätte Mittlere Isarstauseen gehört.

## Geschichte
Namensgebend ist das am linken Ufer der Isar liegende, bereits im Jahr 804 urkundlich erwähnte Kirchdorf Volkmannsdorf. Der Ort war bis zum Beginn des 19. Jahrhunderts Sitz einer Obmannschaft im Landgericht Moosburg an der Isar. Volkmannsdorferau wurde im Zuge der Verwaltungsreformen in Bayern 1818 eine selbstständige politische Gemeinde. Am 1. Januar 1972 wurde Volkmannsdorferau in die Gemeinde Wang eingegliedert. Am 1. Mai 1978 wurde die Siedlung Uppenbornstraße, die vorher zur Gemeinde Volkmannsdorferau gehört hatte, an die Stadt Moosburg an der Isar abgetreten. Die Siedlung wird heute als Volkmannsdorferau (Stadt Moosburg) bezeichnet.